# Performance Food Group
Die Performance Food Group (PFG, Langname Performance Food Group Company, deshalb auch die weitere Abkürzung PFGC, die auch als Börsenkürzel an der NASDAQ verwendet wird) ist ein  US-amerikanischer Lebensmittelhändler mit Firmensitz in  Richmond, Virginia.
Zu den Marken des 1875 gegründeten Unternehmens gehören unter anderem Braveheart, Empire’s Treasure, First Mark, Guest House Tea, Heritage Ovens, Ridgecrest, Roma, West Creek und Silver Source.
2008 wurde PFG von den beiden Investmentunternehmen Wellspring Capital Management und Blackstone Group übernommen. Die Unternehmen Vistar und Roma Foods (letzteres in Italien ansässig), die bereits im Besitz der beiden Investmentgesellschaften waren, wurden in die Performance Food Group integriert. Im Jahr 2015 ging das Unternehmen an die Börse.